# Onthophagus apilularius
Onthophagus apilularius är en skalbaggsart som beskrevs av Masumoto 1995. Onthophagus apilularius ingår i släktet Onthophagus och familjen bladhorningar. Inga underarter finns listade i Catalogue of Life.